# Château de Neuilly
Ne doit pas être confondu avec Château de Neuilly-la-Forêt.
Le château de Neuilly était un château français construit en 1751 et situé dans l'actuelle commune de Neuilly-sur-Seine, à proximité de Paris.
Propriété de la famille d'Orléans à partir de 1819, le château de Neuilly est incendié et pillé durant la révolution de 1848. Confisqué par Napoléon III en 1852 avec les biens de la maison d'Orléans, le domaine est loti à partir de 1854. 
Il ne subsiste du château qu'une aile édifiée au XIXe siècle par Pierre-François-Léonard Fontaine, comprise en 1908 dans les bâtiments d'un couvent construit par l'architecte Maurice Humbert pour la Congrégation des Sœurs de Saint-Thomas de Villeneuve au no 52, boulevard d'Argenson.

## Histoire
Le domaine recouvrait un vaste parc de 170 hectares appelé « parc de Neuilly », qui comprenait toute la partie du Neuilly actuel compris entre l'avenue du Roule et la ville de Levallois-Perret. Cet ensemble avait été divisé en deux parties très inégales sur lesquelles deux châteaux avaient été construits :
- le château de Villiers, dans le bourg de Villiers-la-Garenne, à l'est, semble n'avoir été qu'une grande maison bourgeoise, comptant néanmoins 24 pièces avec un beau jardin séparé par une palissade du parc de Neuilly proprement dit. Cette propriété fut finalement rattachée à la suivante dans les premières années du XIXe siècle ;
- le château de Neuilly, à l'ouest, était à l'origine une construction sans doute bâtie dans le deuxième quart du XVIIe siècle, qui appartenait en 1668 à Louis Béchameil de Nointel, surintendant des finances du duc d'Orléans et maître d'hôtel de Louis XIV.

### Le château du comte d'Argenson
Le château de Neuilly est acquis en 1702 par M. de Sassenaye, qui en reste propriétaire jusqu'au 11 juillet 1740, date à laquelle il est vendu à la maréchale-duchesse de Biron, née Marie-Antoinette de Bautru de Nogent (1662-1741), femme de Charles Armand de Gontaut-Biron, qui, par un testament du 16 août 1740, en cède la nue-propriété au comte d'Argenson (1696-1764), secrétaire d'État de la guerre de Louis XV, et l'usufruit à M. de Villars.
Ce dernier étant décédé en 1741, le comte d'Argenson recueille l'intégralité de la propriété au décès de la duchesse de Biron le 4 août 1741. Séduit par la situation privilégiée du château en surplomb de la Seine, il fait construire en 1751 un nouveau château par l'architecte Jean-Sylvain Cartaud, assisté de François II Franque, son confrère de l'Académie royale d'architecture, qui prendra sa relève. Il s'agissait d'une construction ornée d'un ordre ionique et élevée sur plusieurs terrasses dominant la Seine. 
Au château de Neuilly, comme en son château des Ormes entre Touraine et Poitou, le comte d'Argenson reçoit les philosophes Diderot, Voltaire et Rousseau. En 1757, à la demande de Madame de Pompadour, sa rivale, il est disgracié et exilé sur sa terre des Ormes. Il ne rentre à Paris qu'en 1764 pour y mourir quelque temps plus tard. Il lègue le château à son ami Louis XV qui le refuse.
Le 10 juillet 1766, son héritier, le marquis Marc-René de Voyer d'Argenson, marquis de Voyer, vend le domaine de Neuilly pour la somme de 100 000 francs au financier Radix de Sainte-Foy, qui le revend au début de 1792 pour 370 000 francs à Mme de Montesson (1738-1806), ancienne épouse morganatique du duc d'Orléans, Louis-Philippe « le Gros ».

### De la Révolution à l'Empire
Le 19 floréal an II (8 mai 1794), Mme de Montesson vend le domaine pour 230 000 francs aux hommes d'affaires Delannoy et Ignace-Joseph Vanlerberghe, qui le louent comme résidence secondaire à Talleyrand. Talleyrand y donne des fêtes magnifiques, avant que la propriété ne soit vendue à Murat le 12 ventôse an XII (4 mars 1804) pour la même somme de 230 000 francs qu'elle avait coûté dix ans auparavant.
Murat, qui avait également acquis du général Bessières le château de Villiers, réunit les deux domaines en faisant l'acquisition des terrains de la plaine de Villiers et des trois grandes routes qui se trouvaient entre les clôtures des deux propriétés. Il y fait exécuter d'importants travaux et agrandissements entre 1804 et 1807, faisant notamment ajouter au château principal l'aile gauche, ainsi que la salle à manger et une partie de l'aile droite et fait prolonger la façade sur le jardin ; il agrandit et fait replanter le parc. Au château de Neuilly, Murat donne de somptueuses fêtes, comme à l'occasion du couronnement de Napoléon Ier comme roi d'Italie en 1805.
Murat, devenu roi de Naples en 1808, tous ses biens sont réunis au domaine extraordinaire de la Couronne. La princesse Pauline Borghèse, sœur de l'Empereur, reçoit la propriété à titre de dotation le 28 octobre 1808. Toutefois, le château de Villiers en est distrait pour être prêté au cours de l'été 1809 au prince Alexandre Kourakine, ambassadeur de Russie, qui vient y soigner sa goutte. La princesse Pauline n'effectue pas de travaux à Neuilly, qu'elle n'aime pas, le jugeant insalubre ; elle demande plusieurs fois à l'échanger contre un domaine moins voisin de Paris. Pour tenter d'améliorer la salubrité du lieu, les Ponts et Chaussées construisent en 1811 un aqueduc au-dessous du pont traversant le chemin de la berge afin de draîner les eaux stagnantes de la partie basse, qui formaient un étang entre la rivière et la rue basse de Longchamp.

### Sous la Restauration et la monarchie de Juillet
En 1814, le domaine fait retour à la Couronne. Il est proposé au duc d'Angoulême, qui le refuse mais accepte le château de Villiers, dont il prend possession le 18 novembre 1816 avec l'intention d'y créer un haras. Plusieurs projets sont élaborés en ce sens mais aucun ne reçoit de commencement d'exécution.
En 1818, les châteaux de Neuilly et de Villiers sont acquis par le duc d'Orléans, futur Louis-Philippe Ier, par échange avec les écuries dites « de Chartres », situées rue Saint-Thomas-du-Louvre, qui lui appartenaient et qui étaient occupées par les écuries de la Couronne depuis 1801. L'estimation des experts des Domaines en date du 10 mars 1818 s'élève à 1 034 187 francs contre 1 184 353, pour les écuries de Chartres. Le duc d'Orléans entre aussitôt en jouissance du château, où sa femme donne naissance au prince de Joinville le 14 août 1818.
Le duc d'Orléans cherchait un domaine à proximité de Paris car son château du Raincy avait été détruit dans les années qui suivirent la Révolution française. Il avait envisagé les châteaux de Saint-Leu, Rosny-sur-Seine, Mortefontaine, Ermenonville, etc. Par des acquisitions successives, il agrandit le domaine afin d'isoler et de dégager complètement les châteaux de Neuilly et de Villiers. Il acquiert sept îlots au milieu de la Seine, détachés du domaine public fluvial par un acte du 30 octobre 1821, qu'il relie au château par un pont de fil de fer construit par les frères Séguin pour pouvoir accéder à l'île connue aujourd'hui sous le nom d'île de la Jatte , où il fait transférer le « temple de l'Amour », que son père Philippe-Égalité, alors duc de Chartres, avait fait ériger en 1774 au parc Monceau (dit aussi la « Folie de Chartres ») à Paris.
Louis-Philippe fait transformer le château de Neuilly par Pierre-François-Léonard Fontaine. En 1820, l'aile droite du château est agrandie pour recevoir l'appartement du duc d'Orléans et celui de Mme Adélaïde. En 1821, on bâtit de nouvelles cuisines et on remet en état le château de Villiers. Les caves sous la salle à manger, la chapelle, les logements de service, la réunion du petit château au grand sont réalisés en 1822. L'année suivante, on refait la façade sur la cour d'honneur ainsi que les deux pavillons d'entrée. En 1824, c'est au tour de la grille d'honneur et des bâtiments qui l'accompagnent, des dépendances du château de Villiers, des clôtures avec leurs entrées sur le pourtour du parc. En 1825-1826, l'entrée et les dépendances sur l'avenue Sainte-Foy, la serre chaude, le manège couvert. En 1828, la cour des remises avec ses dépendances et le temple de Diane dans le parc. En 1829, l'aile des appartements du duc d'Orléans et du duc de Nemours, le bâtiment du commun et ses dépendances. En 1830-1831, les nouvelles écuries, le temple de marbre, les grottes, les corps de garde, les maisons de l'avenue Sainte-Foy.
La famille d'Orléans aime particulièrement le château de Neuilly, où elle prend ses quartiers d'été. Avec ses bâtiments longs et bas, il conserve une discrétion qui convient à la monarchie bourgeoise. Le parc, traité pour la plus grande partie en futaie, est entouré d'un haut mur d'enceinte qui le dérobe aux regards.

### La destruction du château et le lotissement du domaine
Lors de la révolution de 1848, le château est incendié et pillé le 25 février 1848. Confisqué par Napoléon III en 1852 avec les biens de la maison d'Orléans, le parc est divisé en 700 lots (« lotissement du Parc ») qui, après la création de sept boulevards de 30 mètres de largeur et de neuf rues limitées à 15 mètres de largeur, sont l'objet d'adjudications successives à partir de 1854,.
Il ne subsiste alors du château qu'une des ailes édifiées par Murat, appelée « aile de Mme Adélaïde », faisant partie des constructions de Fontaine. Elle est occupée de 1863 à 1874 par le pensionnat Notre-Dame-des-Arts, puis de 1874 à 1907 par une maison de travail pour les jeunes filles pauvres dirigée par Mlle Glaudel.
Le domaine est racheté en 1907 par la Congrégation des Sœurs de Saint-Thomas de Villeneuve à la suite de l'expropriation de sa maison de la rue de Sèvres à Paris. Les religieuses confient à l'architecte Maurice Humbert le soin de restaurer les bâtiments et de construire leur nouveau couvent en harmonie avec l'aile subsistante. Les sœurs s'y installent le 23 septembre 1908 et demandent à Maurice Humbert de construire une chapelle, la chapelle Notre-Dame-de-Bonne-Délivrance. Cette chapelle est consacrée le 22 juin 1910 et abrite la statue de Notre-Dame-de-Bonne-Délivrance, appelée « la Vierge noire de Paris ».